# Gerlospass
Il Gerlospass (1.531 m s.l.m.) è un valico alpino austriaco che mette in comunicazione il Tirolo con il Salisburghese.
Dal punto di vista orografico separa le Alpi di Kitzbühel (nelle Alpi Scistose Tirolesi) a nord dalle Alpi della Zillertal (nelle Alpi dei Tauri occidentali) a sud.